# Jędrzej Kitowicz
Jędrzej Kitowicz (1727-1728 – Rzeczyca, 3 aprile 1804) è stato uno storico polacco, autore di una descrizione della cultura polacca del XIX secolo intitolata Opis obyczajów za panowania Augusta III (1840).